# Medalha de Ouro CNRS
A Medalha de Ouro CNRS (em francês:  Médaille d'or du CNRS) é a mais significativa condecoração científica da França, concedida anualmente pelo Centre National de la Recherche Scientifique (CNRS), concedida a primeira vez em 1954.

## Laureados[1]
- 1954 Émile Borel (matemática)
- 1955 Louis de Broglie (física)
- 1956 Jacques Hadamard (matemática)
- 1957 Gaston Dupouy (física)
- 1958 Gaston Ramon (imunologia)
- 1959 André-Louis Danjon (astrofísica)
- 1960 Raoul Blanchard (geografia)
- 1961 Pol Bouin (fisiologia)
- 1962 Marcel Delépine (química)
- 1963 Robert Courrier (biologia)
- 1964 Alfred Kastler (física)
- 1965 Louis Eugène Félix Néel (física)
- 1966 Paul Pascal (química)
- 1967 Claude Lévi-Strauss (etnologia)
- 1968 Boris Ephrussi (genética)
- 1969 Georges Chaudron (química)
- 1970 Jacques Friedel (física)
- 1971 Bernard Halpern (imunologia)
- 1972 Jacques Oudin (imunologia)
- 1973 André Leroi-Gourhan (etnologia)
- 1974 Edgar Lederer (bioquímica)
- 1975 Raimond Castaing (física) e Christiane Desroches Noblecourt (egiptologia)
- 1976 Henri Cartan (matemática)
- 1977 Charles Fehrenbach (astronomia)
- 1978 Maurice Allais (economia) e Pierre Jacquinot (física)
- 1979 Pierre Chambon (biologia)
- 1980 Pierre-Gilles de Gennes (física)
- 1981 Jean-Marie Lehn (química) e Roland Martin (arqueologia)
- 1982 Pierre Joliot (bioquímica)
- 1983 Evry Schatzman (astrofísica)
- 1984 Jean Brossel (física) e Jean-Pierre Vernant (história)
- 1985 Piotr Słonimski (genética)
- 1986 Nicole Marthe Le Douarin (embriologia)
- 1987 Georges Canguilhem (filosofia) e Jean-Pierre Serre (matemática)
- 1988 Philippe Nozières (física)
- 1989 Michel Jouvet (biologia)
- 1990 Marc Julia (química)
- 1991 Jacques Le Goff (história)
- 1992 Jean-Pierre Changeux (neurobiologia)
- 1993 Pierre Bourdieu (sociologia)
- 1994 Claude Allègre (geofísica)
- 1995 Claude Hagège (linguística)
- 1996 Claude Cohen-Tannoudji (física)
- 1997 Jean Rouxel (química)
- 1998 Pierre Potier (química)
- 1999 Jean-Claude Risset (informática musical)
- 2000 Michel Lazdunski (bioquímica)
- 2001 Maurice Godelier (antropologia)
- 2002 Claude Lorius (climatologia) e Jean Jouzel (climatologia)
- 2003 Albert Fert (física)
- 2004 Alain Connes (matemática)
- 2005 Alain Aspect (física quântica)
- 2006 Jacques Stern (criptologia)
- 2007 Jean Tirole (economia)
- 2008 Jean Weissenbach (genética)
- 2009 Serge Haroche (física)
- 2010 Gérard Férey (tecnologia em processos químicos)
- 2011 Jules Hoffmann (biologia)
- 2012 Philippe Descola (antropologia)
- 2013 Margaret Buckingham (biologia)
- 2014 Gérard Berry (ciência da computação)
- 2015 Eric Karsenti (biologia)
- 2016 Claire Voisin (matemática)
- 2017 Alain Brillet (física) e Thibault Damour (física)
- 2018 Barbara Cassin (filosofia)
- 2019 Thomas Ebbesen (física)[2]
- 2020: Françoise Combes (astrofísica)[3]
- 2021: Jean Dalibard (física)[4]